# Образа величі римського народу
Образа величі римського народу (лат. Lex laesae majestatis) — низка римських законів (Lex Appuleia maiestatis minuta, Lex Antonia maiestatis, Lex Cornelia Sullae maiestatis, Lex Valeria majestatis, Lex Plautia de vi publica, Lex Gabinia nocturnis coetibus, Lex Iulia maiestatis,), що регулювали визначення «величі римського народу» та кримінальні покарання за її образу.
Поняття «величності» majestas мало у житті Римської республіки велике суспільно-політичне значення. Разом з тим, воно довгий час не мало строго фіксованого політико-правового значення, проте згодом, у період пізньої республіки, majestas точніше, laesa majestas, образа величі починає широко використовуватися в кримінальному праві. У розгорнутому вигляді поняття образи або применшення laesa majestasma або jestas minuta величі Римського народу як дії, що завдає шкоди благополуччю та безпеці республіки, було вперше сформульовано в законі трибуна Аппулея Сатурніна в 104 або 103 р. до н. е.
Власниками majestas виступають, перш за все, римські боги, потім Populus Romanus, римська громадянська громада civitas, її політичні інститути в першу чергу сенат, і посадові особи magistratus. Величністю по відношенню до членів своєї сім'ї володів і pater familias.

## laesa majestatis або jestas minuta в стародавньому Римі
Закон, який карав вигнанням і позбавленням громадянства (це називалося «відмовою у воді і вогні») кожного, кого визнавали винним в «образі величі римського народу», був затверджений майже одразу після встановлення республіки. Але текст закону не зберігся, джерела про обставини його ухвалення не згадують, відомо лише, що він застосовувався вже з V ст. до н. е. Під «образою» (чи то пак «приниженням») розуміли державну зраду, узурпацію влади, відмову коритися закону та волі народних зборів. Це був спосіб зберегти непорушність республіканського ладу та попередити спробу встановити тиранію за грецьким зразком.
У розгорнутому вигляді поняття образи або применшення laesa majestasma або jestas minuta величі Римського народу як дії, що завдає шкоди благополуччю та безпеці республіки, було сформульовано в законі трибуна Аппулея Сатурніна в 104 або 103 р. до н. е.
Видання цього закону було спровоковане як некомпетентністю та корумпованістю римських генералів у війнах проти кімврів і тевтонців, так і розладом волі народних зборів через обструкцію (лат. obstructio — перешкода). Однак розпливчастість цієї фрази робила це звинувачення невиправданим, яке могло бути використано проти будь-якої форми зради, повстання чи невиконання громадських обов'язків. За короткий час він фактично замінив звинувачення в perduellio «державна зрада», висунуті перед зборами.
У перелік складу злочинів за цим законом у зазначений період входили такі дії: передача ворогам Риму землі та людей, підтримка ворогів, несанкціонована відпустка на волю полонених, дезертирство, змови проти влади
Хоча окремі процеси покарання проти зрадників та прототіпи закону були відомі ще до Аппулея Сатурніна, так наприклад «Образа величі римського народу» кваліфікувалися в Стародавньому Римі вбивства чиновників
Проте закон створював спеціальну судову комісію quaestio majestatis, яка, мабуть, не була постійною, і передбачала покарання посадових осіб, які завдали своєї діяльності шкоди інтересам народу.
Відомий римський юрист та державний діяч Ульпіан (170—228) у коментарях до давньоримських правових актів вказував, що під дію закону Аппулея підпадали такі злочинні діяння: підбурювання та організація повстання проти влади, підготовка вбивства чиновника, відмова презида (намісника) провінції поступитися своєю посадою наступнику, спроби применшення величі богів та Сенату, усунення магістратів з посади, зменшення влади народних трибунів теж класифікувалися як злочини проти державної влади вже під час республіки. Судова інтерпретація таких злочинів була різною
Каралися ці злочини в період Давньоримської республіки в основному забороною вогню та води або Aquae et ignis interdictio
Злочинець виганявся за межі Римської держави. Він втрачав права громадянства, його майно конфіскувалося. Римлянам заборонялося надавати йому допомогу забезпечувати їжею, давати притулок. У разі повернення на батьківщину без дозволу влади засуджений оголошувався персоною поза законом, тобто будь-хто міг його безкарно вбити.
Хоча навіть за часів Давньоримської республіки за підготовку змови проти влади іноді застосовувалася смертна кара. Найбільш поширеними видами смертної кари за злочини за цими звинуваченнями були повішення та «засудження до самогубства». Для страти знаті застосовувалося удушення чи «самогубство під наглядом». Задушення за допомогою мотузки відбувалося зазвичай у в'язниці.
Наприклад, до такої смерті римським Сенатом було засуджено учасників змови Катиліни. Це була спроба частини римської знаті захопити владу внаслідок збройного виступу. Вказана подія була названа на ім'я організатора змови — Луція Сергія Катиліни. Спроба перевороту була розкрита, п'ять активних учасників змови були страчені за рішенням Сенату 5 грудня 63 до н. е.

## Юлій Цезар
Деякі факти з римських джерел, дають підстави припускати, що диктатор Юлій Цезар 100 н. е. — 44 н .е інтерпретував свій закон про велич. До відповідальності притягувалися ті, хто насильством зменшив велич римського народу. Найбільш вірогідною датою ухвалення цього закону можна вважати 47 або 46 рр. до н. е. Покараннями за ці правопорушення були вже не лише «позбавлення вогню та води», а й конфіскація майна чи його частини.
Випадки застосування смертної кари за образу величі за правління Юлія Цезаря невідомі

## Октавіан Август
Поняття majestas при Августі поширилося як на персону принцепса, так і на його прізвище. Коли скандальна поведінка спочатку дочки, а потім і онуки змусила Августа видалити обох з Риму, їхні коханці були покарані смертю чи вигнанням, як за образу величі
Римський сенат за правління Августа, за традицією, продовжував залишатися одним з носіїв majestas. Понад те, у цій ролі у період виступав як сенат як установа, а й представники сенаторського стану. Двічі, у 8 та 6 pp. до н .е принцепс видавав декрети про покарання осіб, які складали і поширювали під чужим ім'ям памфлети, що ганьбили представників вищого стану Першим автором «зловмисних творів», що постраждав від дії цих едиктів, був Касій Північ, вигнаний за те, що у своїх зухвалих писаннях паплюжив знатних чоловіків і жінок
Що стосується захисту честі та гідності знатних громадян від словесних нападок, під проводом jestas minuta Август аж ніяк не був абсолютним новатором: подібні закони були відомі в Римі, принаймні, з епохи ранньої республіки. Зокрема, вже серед Законів XII таблиць зустрічається юридична норма, що передбачає покарання людини, яка складає і співає пісні, в яких висміюються інші особи.
Юридична розробка поняття majestas та розвиток практики відповідних законів при Августі з формальної точки зору були лише розвитком тенденцій, що позначилися в цьому процесі до кінця республіканської епохи, а в деяких своїх аспектах виглядали навіть як реанімація правових норм, що діяли в період ранньої республіки. Все це, однак, було не більше ніж видимістю, за якою ховався справжній переворот у практиці lex majestatis, що відбувся з настанням епохи принципату. В умовах імперії політичне звинувачення перетворюється на політичний донос, а обвинувач accusator — на донощика delator.

## Тіберій Клавдій Нерон
Очевидно, вже наприкінці правління Августа мали місце якісь зловживання практикою закону laesa majestas
Відбулося зміцнення влади принцепса у формі надання нового тлумачення закону «Про образу величі римського народу». Тіберій та його оточення суттєво переосмислили зміст закону. Нині об'єктом захисту від зазіхання стала особа імператора, який уособлював велич римського народу. Розширився обсяг звинувачень та діапазон застосування цього закону: під його ведення могли потрапити і дрібні порушення, і незначні вчинки. Може бути суворо покарано такі провини, як пошкодження статуї принцепса, зміна одягу або бійка поруч зі статуєю імператора, критичні зауваження про офіційний виступ або якийсь захід за участю принцепса, розплата монетами із зображенням імператора в будинку розпусти та інше.
На початку 20-х років у політиці Тиберія відбувається відзначений істориками поворот у бік посилення репресивного початку.
Римляни могли бути суворо покарані за твір літературних творів, що ганьблять Тіберія. Рішення принцепса були абсолютно різними. Багато наближених імператора Тіберія користувалися законом про образу величі у своїх корисливих цілях: щоб звести особисті рахунки, прискорити кар'єру чи нажитися з допомогою майна обвинувачених. Судді засуджували римлян до смертної кари, конфіскації майна, заслання
Наприклад, вершник Елій Сатурнін в 23 р. був засуджений Сенатом до страти: його скинули з Тарпейської скелі. Відомий талановитий оратор Вотієн Монтан був відправлений на посилання на Балеарські острови.
Головними організаторами кампанії репресій, метою яких був розгром «партії Агрипіни» та фізичне усунення вдови Германіка та її дітей, стали Тіберій та його тимчасовий правитель, префект преторія Луцій Елій Сеян. Але, запустивши терористичну машину, Тіберій надалі випустив із рук контроль над ситуацією і процес наростання масштабів репресій набув обвального характеру. Ця обставина сама по собі робила неминучим похмурий фінал принципату Тіберія; новий виток політичної боротьби, що ознаменувався виникненням конфлікту між імператором і Сеяном, на той час — другою людиною в державі, лише посилив ситуацію.

## Тит Флавій Доміціан
Імператор Доміціан відправляв людей на страту з будь-якого приводу в тому числі за образу величі римського народу.
Давньоримський письменник, історик Светоній писав: «Учня пантоміма Париса, ще безвусого і тяжкохворого, він убив, тому що обличчям і мистецтвом той нагадував свого вчителя. Гермогена Тарсійського грецького історика другої половини I в.за деякі натяки в його „Історії“ він теж убив, а переписувачів, які її переписували, велів розіп'яти. Батька сімейства, який сказав, що гладіатор-фракієць не поступиться противнику, а поступиться розпоряднику ігор, він наказав витягнути на арену і кинути собакам, виставивши напис: „Щитоносець — за зухвалу мову“».
Щоб поповнити державну скарбницю за рахунок нових коштів, імператор ініціював переслідування багатих сенаторів, звинувачуючи їх у змовницьких намірах. Для цього влада знову звернулася до закону «Про образу величі римського народу». Усіляко заохочувалися донощики, почалися страти та конфіскації майна.
Щоб визнати у своїх політичних супротивників імена їхніх спільників, імператор вигадав нові види тортур: припікання частин тіла, відрубування рук.
Для злочинців із нижчих станів у Римській імперії застосовувалися специфічні види страти. Віддання правопорушника диким звірам на розтерзання під час циркових вистав вважалося рівнозначним розп'яттю. Крім того, що метою цих страт було змусити засудженого страждати на публіку — бунт проти влади загрожує болісною смертю. Розп'яття вважалося ганебною карою. Воно супроводжувалося особливим обрядом. Розп'яттю передувала процесія, в ході якої засуджений ніс патибулум дерев'яний брус, який згодом служив горизонтальною перекладиною хреста. На місці страти хрест піднімали на мотузках і вкопували у землю, але в ньому цвяхами чи мотузками фіксувалися кінцівки засудженого. Розіп'ятий гинув довго і болісно. Дехто продовжував жити на хресті до трьох діб. Щоб продовжити страждання засудженим, їм підносили в губці воду чи оцет. На деяких хрестах під ногами злочинців робили виступ, щоб полегшити дихання, але це лише відтягувало смерть. А коли її хотіли прискорити, то перебивали засудженим до страти гомілки.

## Використання закону «образа величі римського народу» в інші часи
З ІІІ ст. злочинців із вищих станів страчували відсіканням голови. Часто страта супроводжувалась іншими покараннями: конфіскація майна, анулювання заповіту, засудження пам'яті включаючи зруйнування будинку. Покарання могло бути поширене і на членів сім'ї, передусім дітей. Щоб отримати свідчення за звинуваченням у «образі величі», катували і рабів, і знатних громадян.
У період імперії у справах про державні злочини тортури засуджених стали обов'язковими. Громадська кара з тортурами застосовувалася у IV в. за імператора Костянтина 272—337 рр. Таким чином, за злочини проти державної влади «образа величі римського народу» покарання були суворими: вони варіювалися від вигнання межі Римської держави до застосування вищої міри покарання у римському кримінальному праві — страти, призначення якої часто залежало лише свавілля монарха.